# Learjet
Learjet er en producent af mindre jetfly til både civil og militær brug. 
Learjet blev stiftet i 1960 af William Powell Lear som Swiss American Aviation Corporation. Learjet er nu ejet af Bombardier og markedsført som Bombardier Learjet.